# Cratere Bree
Bree  è un cratere sulla superficie di Marte.